# Jeux du sanctuaire Meiji
Les jeux du sanctuaire Meiji (明治神宮競技大会, Meiji-jingū kyōgi taikai), aussi appelés jeux du Meiji-jingū, sont une manifestation sportive se déroulant dans toute la région de Kantō, au Japon, de 1924 à 1942. Ils débutent rituellement au stade du Meiji-jingū Gaien, situé dans les jardins extérieurs du sanctuaire Meiji à Tokyo, et ont pour objectif d'honorer la mémoire de l'empereur Meiji et la formation du corps et l'esprit des citoyens. Les participants sont principalement des lycéens qui représentent leurs écoles. Ces jeux peuvent être considérés comme l'équivalent d'avant-guerre de l'actuel festival national des sports du Japon.
Les jeux du sanctuaire Meiji sont la première compétition sportive d'ampleur nationale du Japon. Ils comprennent un total de treize éditions, de 1924 à 1942.
Ils jouent un rôle important dans le développement de l'éducation physique au Japon, contribuent à fédérer le public autour du sanctuaire Meiji, et rendent populaire la fête de celui-ci, chaque 3 novembre, jour anniversaire de l'empereur Meiji. Ils permettent également la découverte de l'athlète Kinue Hitomi, véritable phénomène sportif, qui établit de nombreux records dans une multitude de disciplines de l’athlétisme et dont seule sa mort prématurée à 24 ans empêche de devenir la première femme asiatique à remporter une médaille d'or olympique.
Créés à l'origine en 1924 par le gouvernement dans un objectif de santé publique, les jeux du sanctuaire Meiji deviennent la principale compétition sportive de l'ère Taishō (1912 - 1926). Ils sont laissés relativement indépendants jusqu'à la 10e édition de 1939 quand le gouvernement en reprend l'organisation. Le Japon entrant dans le conflit mondial, les jeux deviennent un moyen de mobiliser le peuple et sont le théâtre de spectacles de masse caractéristiques des régimes totalitaires. Des épreuves à vocation militaire apparaissent lors des dernières éditions. Les jeux deviennent progressivement l'un des nombreux outils du gouvernement japonais pour imposer un état de guerre totale au peuple et l'amener à lui obéïr sans réserve dans son combat contre ses ennemis.
En 1943, les pénuries de toutes sortes et la tournure désespérée que prend la Seconde Guerre mondiale entraînent l'annulation de la 14e édition des jeux.
Un auteur japonais contemporain qualifie de « pire tâche dans l'histoire du sport du Japon », l'instrumentalisation, à des fins de guerre, des jeux du sanctuaire Meiji par le régime militariste du début de l'ère Showa (1926 - 1989).

## Histoire

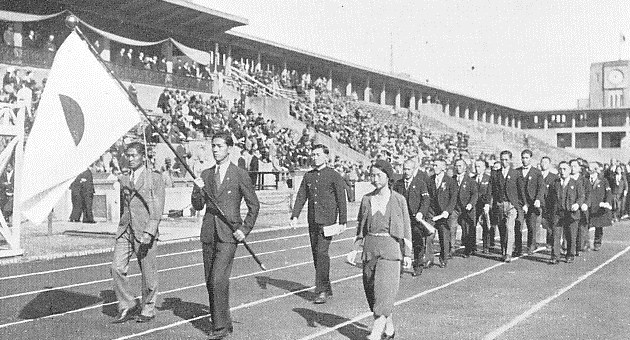
Les 7e jeux du sanctuaire Meiji en 1933.

### Création
La création des jeux du sanctuaire Meiji a lieu en plein âge d'or du sport moderne au Japon. En effet, la popularité du sumo, qui monopolise l'attention du public, décline à partir du milieu des années 1910, et, entre 1915 et 1938, quelque 25 fédérations nationales sont créées pour assurer l’institutionnalisation et la promotion de tous types de sports, allant du baseball à l'haltérophilie, en passant par le tennis de table. C'est durant cette période que sont mises en place des compétitions nationales et régionales.
En 1924, le bureau de la santé publique (eiseikyoku) du ministère de l'Intérieur (naimushōshi) met en place, sous la supervision de l'homme politique Michio Yuzawa, un championnat multi-sportif national. L'objectif premier de cette initiative semble donc être l'amélioration de la santé publique. Dans les registres du ministère, la description du projet des jeux porte l'intitulé eiyō (« nutrition ») ; son but déclaré est de renforcer la constitution physique de la population pour mieux résister aux épidémies et aux problèmes d'hygiène publique. La création de ce championnat n'est pas le seul développement de la politique sportive de 1924. En effet, la même année, le gouvernement décrète le 3 novembre — jour anniversaire de l'empereur Meiji — « Journée nationale du sport » (zenkoku taiiku no hi) et décide de former une délégation japonaise pour participer aux Jeux olympiques prochains. Le 23 août 1924, le ministère de l'Intérieur annonce la création du championnat et précise qu'il doit se tenir dans le stade du sanctuaire Meiji le 3 novembre, jour national du sport. L'administration du sanctuaire et les prêtres ne jouent cependant aucun rôle dans l'organisation de l'événement.
Appelés « Jeux du sanctuaire Meiji », ils constituent une réponse aux événements sportifs jugés trop commerciaux, en particulier les tournois scolaires de baseball. Les athlètes féminines sont présentes dès les premiers jeux. L'attrait croissant des Japonais pour le sport a également eu pour conséquence la construction de grandes infrastructures sportives, dont le vaste complexe sportif du sanctuaire Meiji où les premiers jeux ont lieu : le stade du Meiji-jingū Gaien, inauguré le 1er janvier 1924. Les jeux du sanctuaire Meiji deviennent progressivement un événement majeur dans le calendrier sportif national.

### Nationalisme
Le choix du sanctuaire Meiji, construit en mémoire de l'empereur Meiji, mort en 1912, symbolise la mise du sport et des sportifs au service de la propagande nationaliste du pouvoir. Genzaburō Noguchi, athlète et professeur d'éducation physique, décrit ainsi ce lien au public occidental : « Les athlètes viennent de tout le Japon et semblent inspirés par leur dévouement au grand empereur à qui le sanctuaire est dédié, dans la conviction que ces jeux favorisent le bien-être physique et spirituel de la nation ». Le sanctuaire Meiji, ainsi que le palais impérial, sont les symboles de premier plan du système impérial et du Shintoïsme d'État ; ils leur permettent de conforter leur emprise idéologique sur le peuple en affirmant l'origine mythique de leur légitimité.
Au début des années 1930, le sport est de plus en plus idéologisé et intégré dans un processus de militarisation sociale totale, comparable au Gleichschaltung de l'Allemagne nazie. Les compétitions sportives nationales et régionales sont destinées à favoriser le développement spirituel de la nation et à fournir de jeunes soldats robustes. Dans leurs communications orales et textuelles, les athlètes usent d'éléments de langage proches de ceux des soldats, et sont fréquemment désignés sous le nom de senshi (« soldat ») dans les discours d'ouverture. Les sportifs sont placés dans le rôle de samouraïs modernes et l'esprit du bushidō est palpable dans les médias sportifs. Ce processus a lieu en même temps que l'introduction du concept britannique d'« esprit sportif » que Chiyosaburo Takeda avait relié en 1903 avec les valeurs éthiques de la classe guerrière moderne dans son ouvrage Riron Jikken Kyōgi Undō. Il avait aussi inventé le terme Kyōgidō (« voie de la compétition athlétique ») en fusionnant l'athlétisme avec la tradition des arts martiaux japonais,. Du fait de la popularité des jeux, et malgré leur côté nationaliste, même des politiciens libéraux et pro-occidentaux comme Wakatsuki Reijirō apparaissent aux cérémonies d'ouverture pour exalter le lien supposé entre l'amélioration physique individuelle et le renforcement du corps politique national.

### 11eéditiondes jeux: 2600eannée impériale

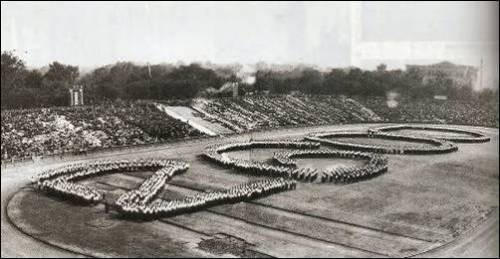
Foule de participants formant le nombre « 2600 » à l'occasion des célébrations du 2600e anniversaire de la fondation du Japon lors de la 11e édition des jeux en 1940.

En 1940, les 11e jeux du sanctuaire Meiji sont particuliers en ce qu'ils ont lieu dans le cadre des célébrations du 2600e anniversaire de la fondation du Japon. Selon le gouvernement, cette édition devra être organisée « à une échelle plus grande que les autres années dans le but de célébrer ces deux anniversaires » (le 20e anniversaire du sanctuaire Meiji et le 2600e anniversaire du couronnement de l'empereur Jimnu).
Les trois organismes organisateurs : le ministère de la Santé et du Bien-être, le comité de célébration du sanctuaire Meiji, et le secrétariat du 2600e anniversaire, deviennent cependant rapidement rivaux. Chacun désire associer les célébrations avec ses propres objectifs. Le comité de célébration, par exemple, demande la collaboration du secrétariat en insistant sur le fait que le « les événements du sanctuaire servent la même finalité que ceux organisés en l'honneur de l'empereur Jimnu, considérant que l'équivalent moderne de l'empereur Jimnu est l'empereur Meiji et que l'équivalent antique de l'empereur Meiji est l'empereur Jimnu ». Le secrétariat refuse cependant l'offre du comité de coopérer sur certains événements, déclarant que la « célébration du 2600e anniversaire vise à rendre hommage autant à l'empereur Jimnu qu'à l'actuel empereur (Hirohito) ». De plus, le comité et le ministère se querellent sur le droit d'accueillir des événements particuliers le 3 novembre, comme de l'équitation ou des arts martiaux. Le ministère cherche à accueillir ces événements pour la 11e édition en tant que disciplines réorganisées, tandis que le comité désire accueillir du tir à l'arc à cheval (yabusame) et des arts martiaux compréhensifs (budō gata) mais indépendamment des jeux du sanctuaire Meiji. Bien que le but premier de la 11e édition soit de célébrer l'anniversaire du sanctuaire, le ministère, cependant, s'oppose à l'idée du comité d'organiser des événements en même temps que les jeux. Il considère que les projets du comité vont affaiblir la symbolique des jeux au moment où la nation tout entière doit être focalisée dessus. Les négociations entre les deux parties continuent jusqu'en octobre 1940. Finalement, un compromis de circonstance est trouvé : le comité accueillera le tir à l'arc à cheval le 3 novembre, et les arts martiaux après, pour ne pas faire de concurrence aux jeux du sanctuaire Meiji.
Le gouvernement japonais voit également les 11e jeux du sanctuaire Meiji comme une revanche après l'annulation des Jeux olympiques de Tokyo prévus la même année et auquel le comité olympique japonais a dû renoncer officiellement le 16 juillet 1938 en raison de l'implication grandissante du Japon dans la guerre en Chine. Ceux qui étaient chargés de la planification du projet olympique travaillent maintenant à donner une dimension nationale à la prochaine édition des jeux du sanctuaire Meiji, dans l'espoir d'atteindre une participation et une affluence de spectateurs équivalentes à celles des « Jeux olympiques perdus ». Il existe au même moment une autre compétition sportive, la « compétition d'athlétisme d'Asie orientale », prévue en juin 1940 pour remplacer les Jeux olympiques. Elle est finalement annulée sous la pression du gouvernement pour concentrer l'attention du public sur les jeux du sanctuaire Meiji. Il est également envisagé que les 11e jeux du sanctuaire Meiji soient un événement national, géographiquement parlant. C'est-à-dire que chaque préfecture, ville, et village du pays organisent avec leurs moyens leurs propres compétitions pour que le pays entier soit réellement uni dans des célébrations communes et omniprésentes. Et cela concerne également les grandes entreprises et les régions d'outre-mer de l'empire comme la Corée ou Taïwan. Finalement, le rapport officiel des célébrations dénombre un total de 2 081 événements sportifs organisés. Il y a ceux qui se déroulent avant le 3 novembre et dont le but est de sélectionner les représentants locaux qui iront participer aux jeux du sanctuaire Meiji. Et il y a ceux qui se déroulent le 3 novembre même et qui sont considérés comme des éléments composants des jeux du sanctuaire Meiji.
La 11e édition des jeux est ainsi celle qui compte l'affluence la plus importante et plus de 58 000 athlètes participants.

## Éditions

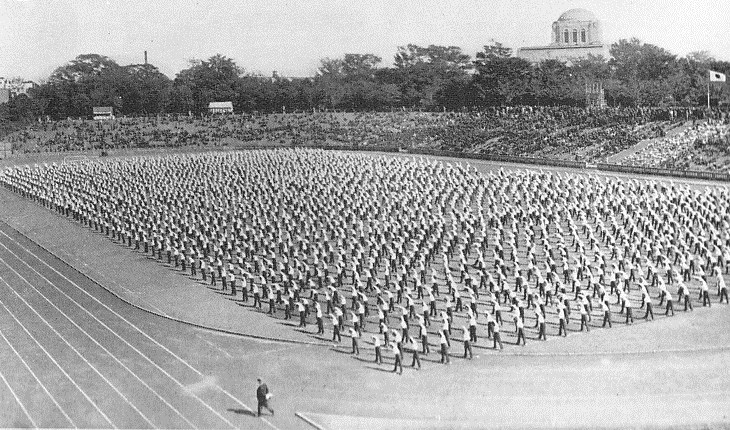
Gymnastique de masse aux 7e jeux du sanctuaire Meiji en 1933.

Les jeux du sanctuaire Meiji sont la première compétition sportive du Japon qui mobilise l'ensemble de la nation. De 1924 à 1942, 13 éditions sont organisées de manière irrégulière ; aucune compétition n'a lieu les années paires entre 1927 et 1939. Chaque édition débute à la fin du mois d'octobre ou au début du mois de novembre, et dure entre deux et quatre jours, sauf l'édition de 1937 qui s'étale sur une semaine et celle de 1940 sur huit jours.
Initialement mis en place sous la direction du ministère de l'Intérieur, les jeux passent sous la tutelle directe du sanctuaire Meiji en 1926. L'année où la Seconde guerre mondiale éclate, le gouvernement reprend la main par l'intermédiaire du ministère de la Santé et du Bien-être créé en 1938.
En 1943, les épreuves de qualifications de la 14e édition se tiennent normalement, mais l'effort de guerre qui mobilise toutes les forces vives du pays empêche la tenue de la compétition qui est annulée.
| Année | Édition  | Nom officiel                                  | Organisateur                          | Date                    |
| ----- | -------- | --------------------------------------------- | ------------------------------------- | ----------------------- |
| 1924  | 1re      | Jeux du sanctuaire Meiji                      | Ministère de l'Intérieur              | 2-3 novembre            |
| 1925  | 2e       | Jeux du sanctuaire Meiji                      | Ministère de l'Intérieur              | 31 octobre - 3 novembre |
| 1926  | 3e       | Festival sportif du sanctuaire Meiji          | Sanctuaire Meiji                      | 31 octobre - 3 novembre |
| 1927  | 4e       | Festival sportif du sanctuaire Meiji          | Sanctuaire Meiji                      | 31 octobre - 3 novembre |
| 1929  | 5e       | Festival sportif du sanctuaire Meiji          | Sanctuaire Meiji                      | 31 octobre - 3 novembre |
| 1931  | 6e       | Festival sportif du sanctuaire Meiji          | Sanctuaire Meiji                      | 1er-3 novembre          |
| 1933  | 7e       | Festival sportif du sanctuaire Meiji          | Sanctuaire Meiji                      | 1er-3 novembre          |
| 1935  | 8e       | Festival sportif du sanctuaire Meiji          | Sanctuaire Meiji                      | 1er-3 novembre          |
| 1937  | 9e       | Festival sportif du sanctuaire Meiji          | Sanctuaire Meiji                      | 28 octobre - 3 novembre |
| 1939  | 10e (ja) | Festival sportif national du sanctuaire Meiji | Ministère de la Santé et du Bien-être | 31 octobre - 3 novembre |
| 1940  | 11e      | Festival sportif national du sanctuaire Meiji | Ministère de la Santé et du Bien-être | 27 octobre - 3 novembre |
| 1941  | 12e      | Festival sportif national du sanctuaire Meiji | Ministère de la Santé et du Bien-être | 2-3 novembre            |
| 1942  | 13e      | Tournoi national du sanctuaire Meiji          | Ministère de la Santé et du Bien-être | 31 octobre - 3 novembre |
| 1943  | 14e (ja) | Tournoi national du sanctuaire Meiji          | Ministère de la Santé et du Bien-être | Annulée                 |

## Aspects sportifs

### Disciplines au programme
Le nombre de disciplines présentes aux jeux du sanctuaire Meiji est de 15 à ses débuts et de 29 au maximum durant son existence. Le baseball est présent à chaque édition. Les lutteurs sumo ne peuvent participer qu'en amateurs.

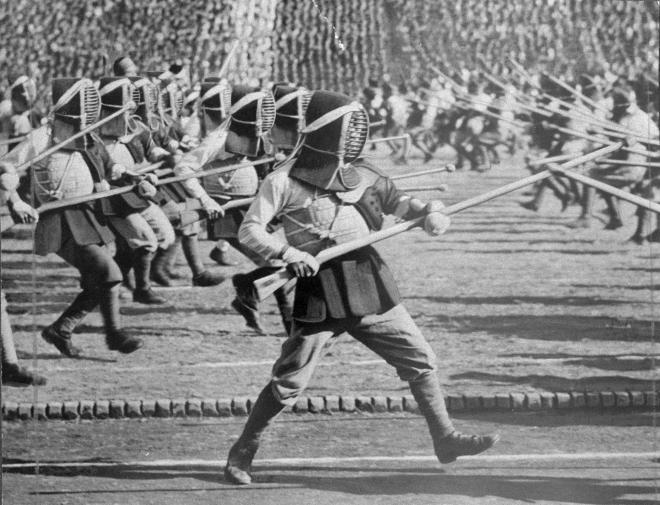
Pratique du jūkendō aux 13e jeux du sanctuaire Meiji en 1942.

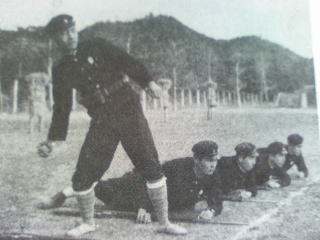
L'épreuve des « exercices de défense nationale » avec le jet de grenades aux de 1941.

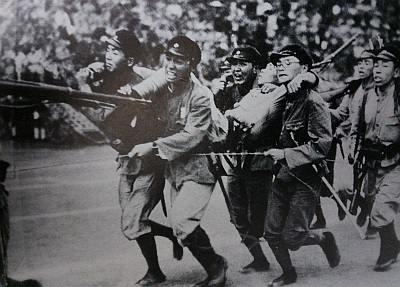
L'épreuve de « simulation de champs de bataille » aux 13e jeux de 1942.

|                                  | 1re | 2e | 3e | 4e | 5e | 6e | 7e | 8e | 9e | 10e | 11e | 12e | 13e |
| -------------------------------- | --- | -- | -- | -- | -- | -- | -- | -- | -- | --- | --- | --- | --- |
| Gymnastique de masse             | ×   | ○  | ○  | ○  | ○  | ○  | ○  | ○  | ○  | ○   | ○   | ○   | ○   |
| Athlétisme                       | ○   | ○  | ○  | ○  | ○  | ○  | ○  | ○  | ○  | ○   | ○   | ○   | ○   |
| Natation                         | ○   | ○  | ○  | ○  | ○  | ○  | ○  | ○  | ○  | ○   | ○   | ○   | ○   |
| Plongeon                         | ×   | ○  | ○  | ○  | ○  | ○  | ○  | ○  | ○  | ○   | ○   | ○   | ○   |
| Water-polo                       | ×   | ○  | ×  | ○  | ○  | ○  | ○  | ○  | ○  | ○   | ○   | ○   | ○   |
| Baseball                         | ○   | ○  | ○  | ○  | ○  | ○  | ○  | ○  | ○  | ○   | ○   | ○   | ○   |
| Tennis                           | ○   | ○  | ○  | ○  | ○  | ○  | ○  | ○  | ○  | ○   | ○   | ○   | ○   |
| Soft tennis                      | ×   | ×  | ○  | ○  | ○  | ○  | ○  | ○  | ○  | ○   | ○   | ○   | ○   |
| Football                         | ○   | ○  | ○  | ○  | ○  | ○  | ○  | ○  | ○  | ○   | ○   | ○   | ○   |
| Rugby                            | ○   | ○  | ○  | ○  | ○  | ○  | ○  | ○  | ○  | ○   | ○   | ○   | ○   |
| Hockey                           | ○   | ○  | ○  | ○  | ○  | ○  | ○  | ○  | ○  | ○   | ○   | ×   | ×   |
| Basket-ball                      | ○   | ○  | ○  | ○  | ○  | ○  | ○  | ○  | ○  | ○   | ○   | ○   | ○   |
| Volley-ball                      | ○   | ○  | ○  | ○  | ○  | ○  | ○  | ○  | ○  | ○   | ○   | ○   | ○   |
| Aviron                           | ○   | ○  | ○  | ○  | ○  | ○  | ○  | ○  | ○  | ○   | ○   | ○   | ○   |
| Sumo                             | ○   | ○  | ○  | ○  | ○  | ○  | ○  | ○  | ○  | ○   | ○   | ○   | ○   |
| Judo                             | ○   | ○  | ○  | ○  | ○  | ○  | ○  | ○  | ○  | ○   | ○   | ○   | ○   |
| Kendō                            | ○   | ○  | ○  | ○  | ○  | ○  | ○  | ○  | ○  | ○   | ○   | ○   | ○   |
| Jūkendō                          | ×   | ×  | ×  | ×  | ×  | ×  | ×  | ×  | ×  | ○   | ○   | ○   | ○   |
| Kyūdō                            | ○   | ○  | ○  | ○  | ○  | ○  | ○  | ○  | ○  | ○   | ○   | ○   | ○   |
| Équitation                       | ○   | ○  | ○  | ○  | ○  | ○  | ○  | ○  | ○  | ○   | ○   | ○   | ○   |
| Exercices de défense nationale*  | ×   | ×  | ×  | ×  | ×  | ×  | ×  | ×  | ×  | ○   | ○   | ○   | ×   |
| Simulation de champs de bataille | ×   | ×  | ×  | ×  | ×  | ×  | ×  | ×  | ×  | ×   | ×   | ×   | ○   |
| Tir                              | ×   | ○  | ○  | ○  | ○  | ○  | ○  | ○  | ○  | ○   | ○   | ○   | ○   |
| Tennis de table                  | ×   | ×  | ○  | ○  | ○  | ○  | ○  | ○  | ○  | ○   | ○   | ×   | ×   |
| Gymnastique artistique           | ×   | ×  | ×  | ×  | ○  | ○  | ○  | ○  | ○  | ○   | ○   | ○   | ○   |
| Vélo                             | ×   | ×  | ×  | ×  | ×  | ×  | ×  | ×  | ×  | ○   | ○   | ○   | ○   |
| Handball                         | ×   | ×  | ×  | ×  | ×  | ×  | ×  | ×  | ×  | ×   | ○   | ×   | ×   |
| Haltérophilie                    | ×   | ×  | ×  | ×  | ×  | ×  | ×  | ×  | ×  | ×   | ○   | ×   | ×   |
| Voile                            | ×   | ×  | ×  | ×  | ×  | ×  | ○  | ○  | ○  | ○   | ○   | ○   | ○   |
| Boxe anglaise                    | ×   | ×  | ×  | ○  | ○  | ○  | ○  | ○  | ○  | ○   | ×   | ×   | ×   |
| Avion                            | ×   | ×  | ○  | ×  | ×  | ×  | ×  | ×  | ×  | ×   | ×   | ×   | ×   |
| Planeur                          | ×   | ×  | ×  | ×  | ×  | ×  | ×  | ×  | ×  | ×   | ○   | ×   | ×   |
| Ski                              | ×   | ×  | ×  | ○  | ○  | ○  | ○  | ○  | ○  | ○   | ○   | ○   | ○   |
| Patinage sur glace               | ×   | ×  | ×  | ×  | ×  | ×  | ○  | ○  | ○  | ○   | ○   | ○   | ○   |
| Marche militaire                 | ×   | ×  | ×  | ×  | ×  | ×  | ×  | ×  | ×  | ×   | ×   | ○   | ○   |
| Vol à voile                      | ×   | ×  | ×  | ×  | ×  | ×  | ×  | ×  | ×  | ×   | ×   | ○   | ○   |

* Les exercices de défense nationale (kokubō kyōgi) consistent en des activités militaires, comme porter des sacs de sable ou lancer des grenades.

### Le phénomène Kinue Hitomi

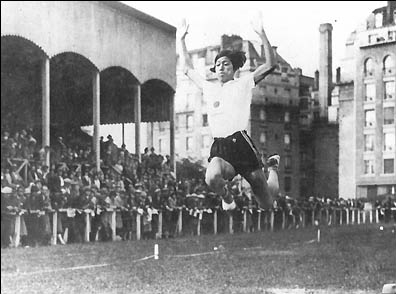
Kinue Hitomi bat plusieurs records du monde durant différentes éditions des jeux du sanctuaire Meiji et devient la première femme à intégrer la délégation olympique japonaise ainsi que la première asiatique à remporter une médaille olympique.

L'une des participantes se distingue particulièrement aux jeux du sanctuaire Meiji : la jeune Kinue Hitomi originaire de la préfecture d'Okayama. D'une taille de 1,70 m, elle est dotée d'une musculature des cuisses très développée ce qui lui permet de tenir une longue foulée. D'abord promise à une carrière de joueuse de tennis, elle établit le premier de ses records nationaux en athlétisme à 17 ans lors des 1er jeux du sanctuaire Meiji de novembre 1924 avec le record du Japon de lancer du javelot, puis bat deux fois le record du monde de triple saut en 1925. En 1926, elle améliore de nouveau son record en triple saut et conserve ce record du monde non officiel jusqu'en 1939. Elle établit deux nouveaux records de saut en longueur non officiels. Ses performances atteignent même l'Europe où elle commence à concourir. Lors des jeux mondiaux féminins de 1926, le Japon est classé 5e nation avec 15 points, tous remportés par Kinue Hitomi. Idem lors des jeux mondiaux féminins de 1930 où elle classe à elle seule le Japon à la 4e place des nations.
En mai 1927, les 4e jeux du sanctuaire Meiji sont utilisés pour sélectionner les sportifs pour les différentes épreuves des Jeux olympiques d'été de 1928 à Amsterdam. Le gouvernement japonais encourage l'effort olympique en finançant et agrandissant les jeux. 200 athlètes féminines y concourent dans toutes sortes de disciplines et Kinue Hitomi devient un phénomène national en améliorant les records du monde du 100 m en 12 s 4 et du saut en longueur, établissant un record du monde (non officiel) sur 400 m en 59 s, explosant le record national de saut en hauteur avec 1,43 m, et remportant le lancer du javelot. Le jour suivant, elle effectue un saut en longueur de 5,98 m et court le 100 m en 12 s 2. Elle devient la première femme à intégrer la délégation olympique japonaise et ainsi la première asiatique à participer aux Jeux olympiques. Elle remporte la médaille d'argent du 800 mètres, la seule de ses spécialités programmée aux Jeux olympiques.
Très fatiguée physiquement en raison d'un programme sportif particulièrement intense en Europe où elle a participé à 20 épreuves en une seule semaine, elle contracte une pleurésie en avril 1931, qui se transforme en pneumonie, et elle meurt le 2 août 1931 à 24 ans à l'hôpital impérial universitaire d'Osaka. Elle ne deviendra jamais la première femme asiatique à remporter une médaille d'or olympique, titre obtenu en natation par sa compatriote Hideko Maehata.

### Participation d'athlètes coréens
Des athlètes coréens participent également aux jeux du sanctuaire Meiji. La Corée étant une colonie de l'empire du Japon, ils sont intégrés à la délégation japonaise. Ils se distinguent surtout en boxe, en remportant tous leurs combats des jeux de novembre 1929. Le Japan Times de l'époque les nomme « Ko de Meiji », « Ko de l'université Nihon », et « Jo du club de boxe Nihon ». Ce Jo désigne probablement le boxeur coréen Joe Teiken, qui sera plus tard classé 6e mondial.
En 1935, lors de la 8e édition des jeux, l'équipe coréenne de football remporte une victoire écrasante, ainsi que dans le championnat japonais. Selon la règle, les membres de la délégation pour les Jeux olympiques doivent être choisis parmi l'équipe victorieuse. Cependant, seuls deux Coréens sont sélectionnés. Ceux-ci décident alors de refuser de participer pour exprimer leur mécontentement. Finalement, un seul Coréen se rend aux Jeux olympiques.

## Analyses historiques
Katsumi Irie, spécialiste de l'éducation physique de l'université de Tottori, qualifie les jeux de « pire tâche dans l'histoire du sport du Japon » ; elle soutient qu'ils ont été « créés par l'absolutisme impérial [...]. Ils ont servi à manipuler des milliers de personnes pour suivre l'idéologie fasciste japonaise [...]. Ils étaient le plus grand système national visant à amener de nombreux jeunes Japonais à soutenir les guerres d'agression, comme les guerres d'Asie et du Pacifique, dont l'objectif était d'écraser les autres nations et peuples ».

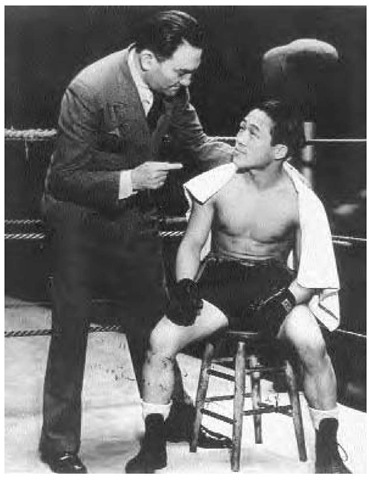
Le boxeur coréen Joe Teiken participe vraisemblablement aux jeux du sanctuaire Meiji de 1929 lors duquel il remporte tous ses combats.

L'universitaire Kaga Hideo fait remarquer que le basculement entre un événement sportif patriotique et une véritable activité nationaliste en lien avec la politique expansionniste du gouvernement a lieu lors de la 10e édition en 1939. Le fait que le ministère de la Santé et du Bien-être reprenne l'organisation des jeux renforce le contrôle du gouvernement sur l'événement ainsi que sur ses participants. Le nom officiel des jeux est changé avec l'ajout du mot « national », les noms des différentes disciplines sportives sont japonisés, et les rôles du sanctuaire Meiji et de l'empereur Meiji sont réinterprétés pour servir l'idéologie du pouvoir. Les jeux sont présentés comme des hommages rendus aux dieux (shinji hōshi) et une commémoration de la « grande vertu » de l'empereur Meiji. Ils sont un don (hōnō) fait au sanctuaire et à l'ancien empereur des corps et des esprits du peuple, façonnés par une discipline de tous les jours. Ils sont dorénavant considérés comme la « principale activité nationale de mobilisation générale d'année en année ».

#### Articles
- (en) Ikuo Abe et J.A. Mangan, « Sportsmanship : English Inspiration and Japanese Response : F.W. Strange et Chiyosaburo Takeda », The International Journal of the History of Sport, vol. 19, nos 2-3,‎ 2002, p. 99-128 (DOI 10.1080/714001762, lire en ligne, consulté le 19 octobre 2016).
- (en) Ian Buchanan, « Asia's First Female Olympian : Kinue Hitomi », Journal of Olympic History,‎ 2000, p. 22-23 (lire en ligne [PDF], consulté le 19 octobre 2016).
- (en) Joseph R. Svinth, « Amateur Boxing in Pre-World War II Japan : The Military Connection », Journal of Non-lethal Combatives,‎ janvier 2002 (lire en ligne, consulté le 19 octobre 2016).
- (en) Ohta Yoriyasu et Nagase Satoko, « Research on the Meiji-jingu Athletic Meet », Memoirs of Osaka Kyoiku University. IV, Education, pshychology, special education and physical culture, Osaka Kyoiku University Library, vol. 51, t. 2,‎ 2003, p. 499 (lire en ligne [PDF]).

#### Ouvrages
- (en) Karen Christense, Allen Guttmann et Gertrud Pfister, International Encyclopedia of Women and Sports : A-G, Macmillan Reference USA, 2001, 1428 p. (ISBN 978-0-02-864951-1)
- (en) Sandra Collins, The 1940 Tokyo Games : The Missing Olympics, Routledge, 2014, 216 p. (ISBN 978-1-317-99966-9, lire en ligne).
- (en) Dennis J. Frost, Seeing stars : sports celebrity, identity, and body culture in modern Japan, Cambridge, Mass., Harvard University Press, 2010, 337 p. (ISBN 978-0-674-05610-7, lire en ligne).
- (en) Allen Guttmann et Lee Austin Thompson, Japanese Sports : A History, University of Hawaii Press, 2001, 307 p. (ISBN 978-0-8248-2464-8, lire en ligne).
- (en) Sayuri Guthrie-Shimizu, Transpacific Field of Dreams : How Baseball Linked the United States and Japan in Peace and War, University of North Carolina Press, 2012, 344 p. (ISBN 978-0-8078-8266-5, lire en ligne).
- (en) Jennifer Hargreaves et Eric Anderson, Routledge Handbook of Sport, Gender and Sexuality, Routledge, 2014, 544 p. (ISBN 978-1-136-32696-7, lire en ligne).
- (en) Yoshiko Imaizumi, Sacred space in the modern city : the fractured pasts of Meiji shrine, 1912-1958, Boston, Éditions Brill, 2013, 346 p. (ISBN 978-90-04-25418-3, lire en ligne).
- (ja) Katsumi Irie, Showa supotsu shiron : Meiji Jingu Kyogi Taikai to kokumin seishin sodoin undo, Fumaido Shuppan, coll. « Shohan edition », 1991, 237 p. (ISBN 978-4-8293-0250-7)
- (en) Anrd Krüger et William Murray, The Nazi Olympics : Sport, Politics, and Appeasement in the 1930s, University of Illinois Press, 2010, 280 p. (ISBN 978-0-252-09164-3, lire en ligne).
- (en) Andreas Niehaus et Christian Tagsold, Sport, Memory and Nationhood in Japan : Remembering the Glory Days, Routledge, 2013, 168 p. (ISBN 978-1-135-71216-7, lire en ligne).
- (ja) Shun'ya Yoshimi, Volume 6 de Seikyūsha raiburarī, Seikyūsha, 1999, 225 p.